# Radula (anatomie)
Pour les articles homonymes, voir Radula.
La radula est un organe constitué d'une lame basale munie de nombreuses dents chitineuses, formant une râpe, que l'on trouve dans la cavité buccale des mollusques brouteurs (sauf les lamellibranches qui sont des organismes filtreurs). Assimilé à tort à une langue, cet organe permet à ces invertébrés de gratter, râper, décoller ou déchirer le périphyton en raclant le substrat (minéral, végétal ou fongique), d'arracher des particules à de la matière morte ou en décomposition pour les espèces qui s'en nourrissent, de percer des coquillages ou de brouter des macroalgues et des plantes marines, régime alimentaire qui s'accorde avec la dureté des dents renforcée par des biominéraux (carbonate de calcium, oxydes de fer, hydroxyapatite chez les chitons, ce dernier étant un composé des dents et des os chez les vertébrés) pour résister à l'abrasion.

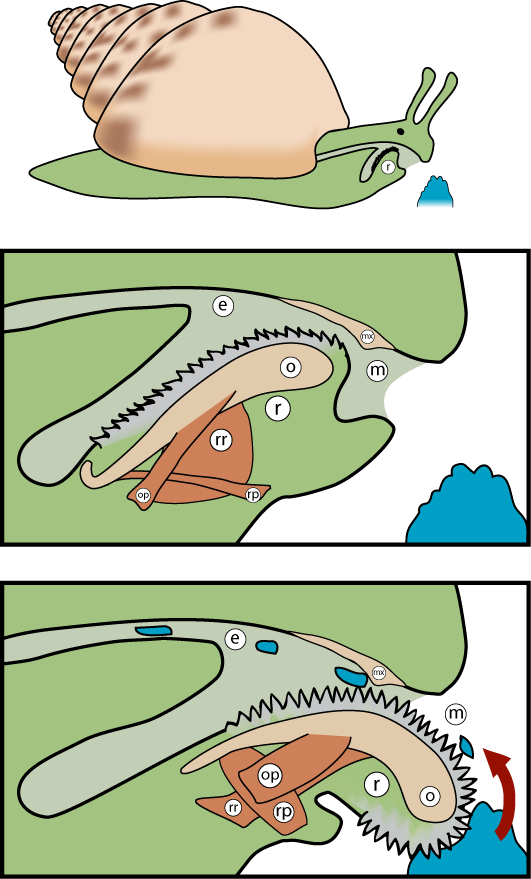
Schéma illustrant la forme et le fonctionnement de la radula.

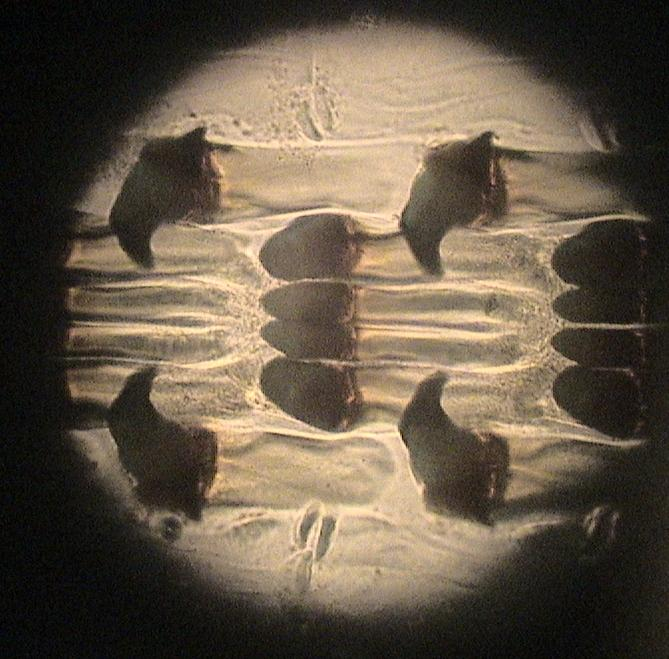
Radula de type docoglosse.

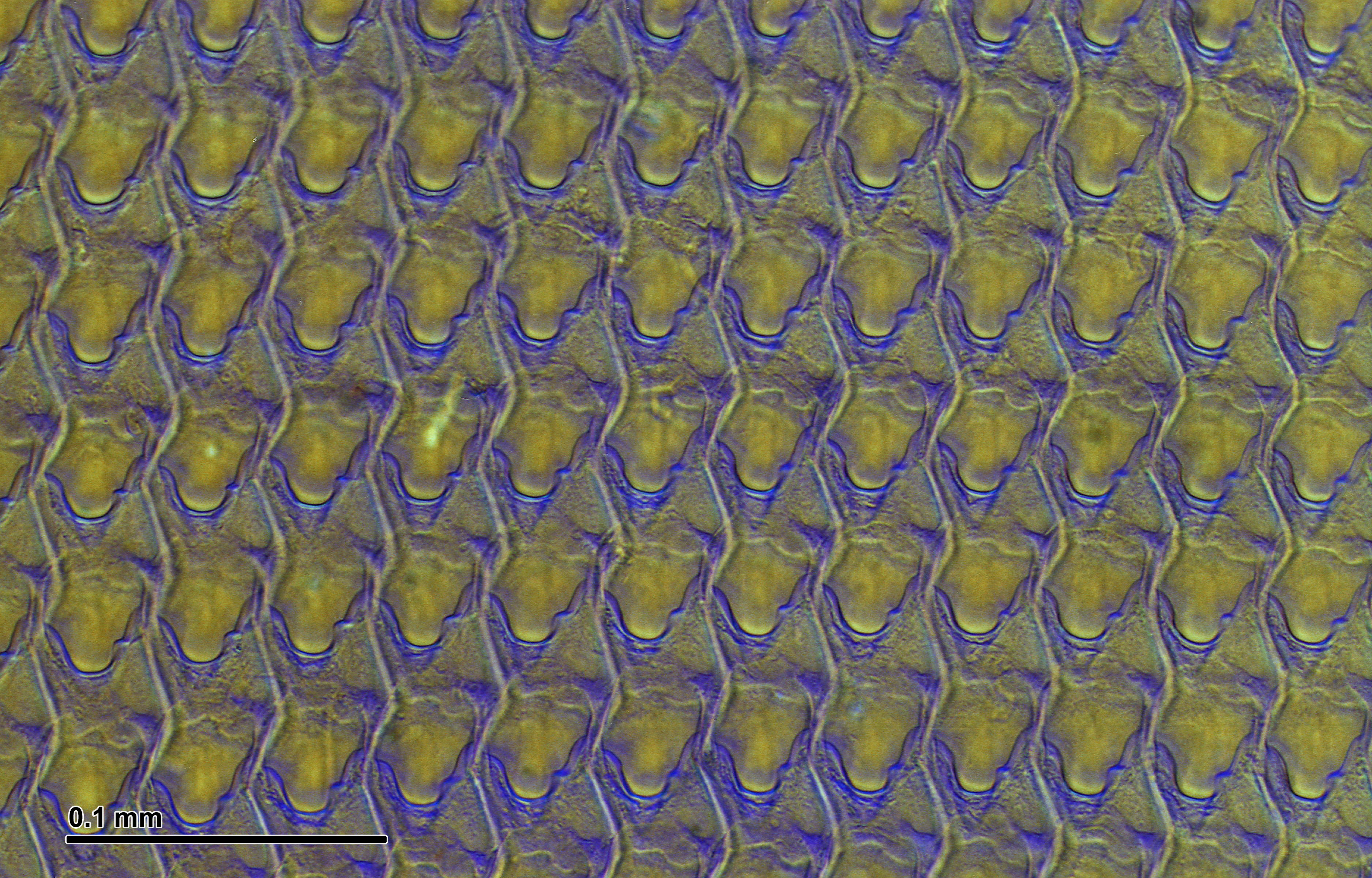
Chez Helix pomatia.

## Fonctionnement
La radula fonctionne en faisant des mouvements de va-et-vient grâce aux muscles qui s'attachent à l'odontophore (en), sorte de plaque rigide qui supporte la radula.

## Anatomie et histologie
Des variantes existent selon les espèces, mais de manière générale et selon les données histologiques et autoradiographiques disponibles, tous les pulmonés semblent produire des « dents radulaires » qui s'usent à l'avant et sont continuellement remplacées par de nouvelles dents et une nouvelle radula sécrétée par les odontoblastes situés dans la zone postérieure à la radula (fonctionnement « en tapis roulant »). 
L'épithélium supérieur de la glande radulaire est produit par division des cellules proches des odontoblastes et avance à la même vitesse que la radula ; 
Certaines cellules produisent des matériaux durcissant la radula (biominéralisation), puis meurent. 
L'épithélium inférieur est également produit par division des cellules proches des odontoblastes, mais se déplace initialement en avant à une vitesse d'un quart inférieure à celle de la radula. L'épithélium change alors de forme passant d'une forme en colonne à un épithélium en tapis et il semble que celui-ci se déplace vers l'avant à la même vitesse que la radula.
L'épithélium pavimenteux sécrète une membrane subradulaire qui pourrait avoir comme fonction de fixer l'épithélium de la radula. 
Des muscles supralatéraux tenseurs de la radula sont fixés à la membrane basale de l'épithélium. 
À l'extrémité antérieure de la radula, l'épithélium redevient inférieur et reprend la forme d'une colonne, il sécrète une cuticule formant un continuum avec la cuticule buccale. Ce processus décolle la membrane subradulaire et la radula de l'épithélium (les cellules épithéliales meurent alors et se désintègrent). 
L'histochimie montre qu'au moment de sa synthèse la radula est d'abord composée de chitine et de protéines. Ensuite à la base des dents, des réactions complexes vont durcir la matière de la dent en remplaçant la tyrosine, le tryptophane et la chitine par des matériaux plus durs, mobilisant notamment du fer et de la silice, alors que très peu de changements histochimiques sont observés dans la membrane radulaire. Des phénols dérivés du tryptophane semblent jouer un rôle important dans la consolidation de la radula (plus que ceux provenant de la tyrosine)
Chez les espèces venimeuses comme les cônes (Gastéropodes) une dent de la radula, longue et creuse, est associée à une glande à venin (venin neurotoxique).

## Intérêt taxonomique
La forme, la taille, la couleur et la disposition des dents de la radula sont assez spécifiques pour servir à l'identification de l'espèce.

## Typologie
Au-delà de l'intérêt taxonomique, l'observation radulaire permet de reconnaître le type de nutrition d'un gastéropode et apporte des informations sur son écologie. 
Quatre grands types peuvent être définis 
1. les radulas rhipidoglosses et les docoglosses associés aux brouteurs archéogastéropodes,
2. les taenioglosses associés aux mésogastéropodes,
3. les rachiglosses
4. les toxoglosses associés au type prédateur néogastéropodes.

## Paléontologie
Des organismes fossiles possédant une radula sont connus, de même que des traces fossilisées de radulas de gastéropodes ou chitons sur le substrat.